# Cabool
Cabool és una població dels Estats Units a l'estat de Missouri. Segons el cens del 2000 tenia 2.168 habitants.

## Demografia
Segons el cens del 2000, Cabool tenia 2.168 habitants, 883 habitatges, i 544 famílies. La densitat de població era de 225,6 habitants per km².
Dels 883 habitatges en un 31,9% hi vivien nens de menys de 18 anys, en un 45% hi vivien parelles casades, en un 14,2% dones solteres, i en un 38,3% no eren unitats familiars. En el 34,5% dels habitatges hi vivien persones soles el 19,9% de les quals corresponia a persones de 65 anys o més que vivien soles. El nombre mitjà de persones vivint en cada habitatge era de 2,29 i el nombre mitjà de persones que vivien en cada família era de 2,94.
Per edats la població es repartia de la següent manera: un 27,2% tenia menys de 18 anys, un 6,5% entre 18 i 24, un 23,7% entre 25 i 44, un 18,8% de 45 a 60 i un 23,9% 65 anys o més.
L'edat mediana era de 40 anys. Per cada 100 dones de 18 o més anys hi havia 71,3 homes.
La renda mediana per habitatge era de 21.887 $ i la renda mediana per família de 29.154 $. Els homes tenien una renda mediana de 26.625 $ mentre que les dones 16.500 $. La renda per capita de la població era de 13.069 $. Entorn del 16% de les famílies i el 22,4% de la població estaven per davall del llindar de pobresa.

## Poblacions més properes
El següent diagrama mostra les poblacions més properes.